# Antiche unità di misura del circondario di Siracusa
Sono qui riportate le conversioni tra le antiche unità di misura in uso nel circondario di Siracusa e il sistema metrico decimale, così come stabilite ufficialmente nel 1877; non si riportano le unità di misura e di peso stabilite con la riforma del 1809, rese uniformi nell'intero Regno di Sicilia.
Nonostante l'apparente precisione nelle tavole, in molti casi è necessario considerare che i campioni utilizzati erano di fattura approssimativa o discordanti tra loro.

## Misure di lunghezza
Nel 1877 sono indicate in uso solo le unità ufficiali del 1809.

## Misure di superficie
Nel 1877, oltre alle unità ufficiali del 1809, sono indicate in uso alcune misure abusive.
| Comuni                                             | Denominazione | Valore   | Unità |
| -------------------------------------------------- | ------------- | -------- | ----- |
| Siracusa, Canicattini, Floridia, Melilli, Solarino | Salma         | 27908,53 | m²    |
| Siracusa, Canicattini, Floridia, Melilli, Solarino | Tomolo        | 1744,28  | m²    |
| Augusta                                            | Salma         | 30964,82 | m²    |
| Augusta                                            | Tomolo        | 1935,30  | m²    |
| Carlentini, Sortino, Francofonte, Lentini          | Salma         | 34297,43 | m²    |
| Carlentini, Sortino, Francofonte, Lentini          | Tomolo        | 2143,59  | m²    |

La salma abusiva si divide in 16 tomoli.
Il tomolo di Siracusa è di canne quadrate 416 5/8 abolite di Palermo.
Il tomolo di Augusta ha per lato la corda di canne 21 1/2 abolite di Palermo.
Il tomolo di Carlentini è di 512 canne quadrate abolite di Palermo.

## Misure di volume
Nel 1877 sono indicate in uso solo le unità ufficiali del 1809.

## Misure di capacità per gli aridi
Nel 1877, oltre alle unità ufficiali del 1809, sono indicate in uso alcune misure abusive.
| Comuni         | Denominazione               | Valore   | Unità |
| -------------- | --------------------------- | -------- | ----- |
| Tutti i comuni | Salma per frumento e legumi | 343,8611 | L     |

La salma abusiva per frumento e legumi è di 20 tomoli rasi.

## Misure di capacità per i liquidi
Nel 1877, oltre alle unità ufficiali del 1809, sono indicate in uso alcune misure abusive.
| Comuni      | Denominazione   | Valore   | Unità |
| ----------- | --------------- | -------- | ----- |
| Siracusa    | Salma           | 75,6494  | L     |
| Augusta     | Salma per mosto | 114,6204 | L     |
| Augusta     | Salma per vino  | 91,6963  | L     |
| Canicattini | Salma per mosto | 79,0880  | L     |
| Canicattini | Salma per vino  | 77,3687  | L     |
| Carlentini  | Botte per mosto | 946,3056 | L     |
| Carlentini  | Botte per vino  | 770,2488 | L     |
| Floridia    | Salma per mosto | 79,0880  | L     |
| Floridia    | Salma per vino  | 75,6494  | L     |
| Lentini     | Salma per mosto | 108,1904 | L     |
| Lentini     | Salma per vino  | 90,5780  | L     |
| Francofonte | Salma           | 275,0888 | L     |
| Melilli     | Salma per mosto | 107,7012 | L     |
| Melilli     | Salma per vino  | 96,4488  | L     |
| Solarino    | Salma per mosto | 82,5267  | L     |
| Solarino    | Salma per vino  | 77,3687  | L     |
| Sortino     | Botte per mosto | 880,6198 | L     |
| Sortino     | Botte per vino  | 838,6855 | L     |

La salma di Siracusa si divida in 8 quartare, la quartara in 22 quartucci. Il quartuccio è metà del legale.
La salma per mosto di Augusta si divide in 10 quartare, la salma per vino in 8 quartare, la quartara per mosto e per vino in 20 quartucci.
Il quartuccio è di once 20 peso d'olio, corrispondente a litri 0,573102.
La salma per mosto di Canicattini e la salma per vino si dividono entrambe in 8 quartare, la quartara per mosto in 23 quartucci, la quartara per vino in quartucci 22 1/2.
Il quartuccio è metà del legale.
La botte per mosto e la botte per vino di Carlentini si dividono in 8 salme, la salma per mosto e la salma per vino si dividono pure in 8 quartare.
La quartara por mosto è di quartucci legali 17 1/2.
La quartara per vino di quartucci legali 14.
La salma per mosto di Floridia si divide in 8 quartare, la quartara per mosto in 23 quartucci.
La salma per vino di Floridia si divide pure in 8 quartare, la quartara in 22 quartucci.
Il quartuccio è metà del legale.
La salma per mosto e la salma per vino di Lentini si dividono in 8 quartare, la quartara per mosto si divide in quartucci 21 1/2, la quartara per vino in 18 quartucci.
Il quartuccio è di once 24 peso d'acqua corrispondente a litri 0,629014.
La salma di Francofonte si divide in 16 quartare, la quartara in 20 quartucci legali.
La salma per mosto e la salma per vino di Melilli si dividono in 4 barili, o in 8 quartare, il barile da mosto e da vino in 2 quartare, la quartara per mosto in quartucci 22 1/3, la quartara per vino in 20 quartucci.
Il quartuccio è di once 23 peso d'acqua, corrispondente a litri 0,602805.
La salma per mosto di Solarino si divide in 8 quartare, la quartara per mosto in 24 mezzi-quartucci legali.
La salma per vino di Solarino si divide pure in 8 quartara, la quartara per vino in quartucci 22 1/2.
Il quartuccio è metà del legale.
La botte per mosto e la botte per vino di Sortino si dividono in 10 salme, la salma per mosto e la salma per vino in 8 quartare, la quartara per mosto in 21 quartucci, la quartara per vino in 20 quartucci.
Il Quartuccio è di once 20 peso d'acqua, corrispondente a litri 0,524178.
| Comuni                                            | Denominazione       | Valore    | Unità |
| ------------------------------------------------- | ------------------- | --------- | ----- |
| Siracusa, Augusta Canicattini, Floridia, Solarino | Cafiso da 10,579 kg | 11,462035 | L     |
| Carlentini                                        | Cafiso da 11,901 kg | 12,894790 | L     |
| Francofonte                                       | Cafiso da 15,868 kg | 17,193053 | L     |
| Lentini                                           | Cafiso da 11,009 kg | 11,927681 | L     |
| Melilli                                           | Cafiso da 13,587 kg | 14,721552 | L     |
| Sortino                                           | Cafiso da 11,020 kg | 11,939620 | L     |

## Pesi
Nel 1877, oltre alle unità ufficiali del 1809, sono indicate in uso alcune misure abusive.
| Comuni         | Denominazione            | Valore    | Unità |
| -------------- | ------------------------ | --------- | ----- |
| Tutti i comuni | Rotolo                   | 793,420   | g     |
| Tutti i comuni | Oncia grossa             | 66,118333 | g     |
| Tutti i comuni | Trappeso per gli orefici | 0,881578  | g     |

Nella consuetudine locale il rotolo si divido in 12 once alla grossa.
La libbra si usa egualmente dai farmacisti e dagli orefici.
Gli orefici dividono la libbra in 12 once, l'oncia in 30 trappesi, il trappeso in 16 cocci o denari.

## Territorio
Nel 1874 nel circondario di Siracusa erano presenti 10 comuni divisi in 7 mandamenti.
- Augusta • Augusta
- Floridia • Floridia, Canicattini, Solarino
- Francofonte • Francofonte
- Lentini • Lentini, Carlentini
- Melilli • Melilli
- Siracusa • Siracusa
- Sortino • Sortino